# Conciencia de clase
Conciencia de clase es un concepto marxista que define la capacidad de los agentes que pertenecen a una clase social de ser conscientes (y de actuar de acuerdo a dicha conciencia) de las relaciones sociales antagónicas —ya sea económicas, políticas o ideológicas— que los condicionan o determinan, siendo la condición original de la organización política en una sociedad de clases.

## Conciencia de clase y alienación
Para el marxismo, la explotación de la burguesía sobre el proletariado es un hecho y el poder entender esta situación como derivada de la lógica del antagonismo fundamental de clases es conciencia de clase. Su opuesto sería la alienación; la imposibilidad de ver la explotación capitalista en la propia vida cotidiana. Uno de los desarrollos teóricos más relevantes en este ámbito es el del filósofo húngaro Georgi  Lukács en su libro Historia y conciencia de clase para el que era necesario el previo estudio del comportamiento de la sociedad.

## La teoría de la conciencia de clase
Algunos autores destacan la distinción en la obra de Marx entre clase en sí y clase para sí. La primera refiere a la existencia de una clase como tal y la segunda a los individuos que conforman dicha clase en tanto consciente de su posición y situación histórica. Analizando la situación de Gran Bretaña en los años 1840, Marx señala: 

"En principio, las condiciones económicas habían transformado la masa del país en trabajadores. La dominación del capital ha creado en esta masa una situación común, intereses comunes. Así, esta masa viene a ser ya una clase frente al capital, pero todavía no para sí misma. En la lucha, de la cual hemos señalado algunas fases, esta masa se reúne, constituyéndose en clase para sí misma. Los intereses que defienden llegan a ser intereses de clase". Marx, Karl; Miseria de la Filosofía, pág. 257. Ed. Júcar).

A finales del siglo XIX se hablaba, por ejemplo en España, del "obrero consciente" o del "obrero organizado" para diferenciarlo del simple trabajador. Según el historiador Julio Aróstegui en aquel momento el calificativo de "consciente" se aplicaba al:

obrero que, habiendo recibido la buena nueva de la lucha colectiva por la emancipación social, había reflexionado, percibido el significado profundamente injusto de su propia ubicación social y vital, el sentido preciso de su pertenencia a una "clase", ante lo cual había reaccionado tomando partido y asociándose para la lucha por una sociedad distinta. La imagen estaba relacionada, pues, con una "toma de conciencia", más o menos verbalizada e instrumentalizada. La toma de conciencia no podía desarrollarse sino en el seno de una progresiva percepción de las relaciones sociales que llevaba a percibir igualmente la pertenencia de clase como una realidad nueva.

A principios del siglo XX ocurrieron grandes discusiones en torno a la idea de la actuación política de una vanguardia consciente sobre la masa obrera. Lenin en ¿Qué hacer?, 1902, sostuvo la idea de que los intelectuales tenían que desarrollar la conciencia política del proletariado debido al retraso de éstos en dicho campo. Citando a Kautsky:
Muchos de nuestros críticos revisionistas consideran que Marx ha afirmado que el desarrollo económico y la lucha de clases, además de crear las condiciones necesarias para la producción socialista, engendran directamente la conciencia de su necesidad. [...] En este orden de ideas, la conciencia socialista aparece como el resultado necesario e inmediato de la lucha de clase del proletariado. Eso es falso a todas luces. Por supuesto, el socialismo, como doctrina, tiene sus raíces en las relaciones económicas actuales, exactamente igual que la lucha de clase del proletariado [...] Pero el socialismo y la lucha de clases surgen juntos, aunque de premisas diferentes; no se derivan el uno de la otra. La conciencia socialista moderna sólo puede surgir de profundos conocimientos científicos [...]  la intelectualidad burguesa: es del cerebro de algunos miembros de este sector de donde ha surgido el socialismo moderno, y han sido ellos quienes lo han transmitido a los proletarios destacados por su desarrollo intelectual, los cuales lo introducen luego en la lucha de clase del proletariado, allí donde las condiciones lo permiten. De modo que la conciencia socialista es algo introducido desde fuera (von auBen Hineingetragenes) en la lucha de clase del proletariado, y no algo que ha surgido espontáneamente (urwüchsig) dentro de ella. De acuerdo con esto, ya el viejo programa de Heinfeld decía, con toda razón, que es tarea de la socialdemocracia introducir en el proletariado la conciencia (literalmente: llenar al proletariado de ella) de su situación y de su misión. No habría necesidad de hacerlo si esta conciencia derivara automáticamente de la lucha de clases.
Sin embargo, 15 años más tarde, en 1917, al proponer el paso de "todo el poder a los soviets de obreros, campesinos, soldados y marineros" adscribió un grado de conciencia superior a ese mismo proletariado, tal como para dirigir el camino al comunismo y demandar que los intelectuales se sometieran a la "disciplina proletaria".
Desde Alemania, donde el desarrollo de las fuerzas productivas era bastante mayor que en Rusia, Rosa Luxemburgo argumentó, en cierta forma, contra la preferencia en el papel de concientización de las masas a cargo del partido obrero. Esto se debe a que en Alemania la socialdemocracia y los partidos burocratizados frenaban, a su juicio, el avance del proletariado. 
Gramsci apoyaría luego una posición no distante de la de Rosa Luxemburgo, pero tampoco lejana de la de Lenin, dado que reconocía las limitaciones del llamado "espontaneísmo" pero no le negaba valor, ni capacidad de fomentar la conciencia de clase.
A los eventos que suponían conductas contradictorias presentes en un porcentaje significativo de la población no-burguesa se les llamó contradicción de clase, cosa que fue posteriormente cuestionada por parte del marxismo que postulaba que la conciencia de clase podía contener en sí misma espacios de contradicción de clase debido a la manera totalizante en que opera el capitalismo sobre la sociedad.

## Conciencia de clase en las sociedades contemporáneas
Las transformaciones sociales progresivas desde el siglo XX promovieron una complejidad extraordinaria en el entramado social, lo que afectó notoriamente la teoría temprana de conciencia de clase, hecho asumido tanto por el neomarxismo como por el posmarxismo; lo que llevó a autores tales como Nicos Poulantzas a postular que en sistemas capitalistas "maduros" existe una fragmentación del sistema de clases que los autores clásicos describen. 
Las causa de esta fragmentación o multidimensionalidad es —según seguidores y revisores del pensamiento de Marx— la misma raíz histórica que la carencia de conciencia de clases original: la alienación producida por las estrategias de dominación capitalista.

## Crítica
Los críticos[¿quién?] reflexionan que si, según la teoría marxista, el proletario  debe ser consciente de la explotación que sufre, el burgués debería por lo tanto ser consciente de su atribuida "perversidad". Aquí aparece un mar de contradicciones obvias; Por ejemplo, cuando un "proletario" es al mismo tiempo "un burgués" que siendo albañil organiza una pequeña empresa de construcción, y que además participa en el mercado accionario comprando acciones de diversos rubros. La toma de conciencia de clase es observada por las corrientes que no se identifican con el marxismo como parte de una campaña ideológica para promover divisiones y antagonismos entre los distintos sectores de la sociedad.
René Bertrand-Serret considera que para los sembradores de división, el prender mito a las clases representa un medio cómodo y un instrumento eficaz y poderoso con vistas a convertir las diferencias en antagonismos y a exacerbarlas en hostilidades irreductibles. Los burgueses son responsabilizados colectivamente de las faltas presentes y pasadas de algunos entre ellos; y, a la vez, los obreros son calificados colectivamente por la miseria pasada o presente de una parte de ellos para reclamar de cualquier burgués un crédito eterno.
Respecto de la concientización de clase, el liberal Karl Popper estima que la fuerza del marxismo reside en su llamamiento ético en su faz discursiva. Ahora bien, a poco que cree poder verificar las infranqueables distancias entre ese llamado ético y su praxis, Popper cree ver cómo se resquebraja ese andamiaje abstracto únicamente conceptual. Por ello, dice, nos dejamos impresionar muy fácilmente por teorías que apelan directa o indirectamente a nuestra moral y no nos enfrentamos a estas teorías de manera suficientemente crítica; para no ser sorprendidos y convertidos en complacientes y abnegadas víctimas, hay que situarse y posicionarse primero en el plano intelectual a una altura desde donde sea posible demostrar manifiestas inconsistencias, independientemente de lo expuesto con relación a la contrastación teoría/praxis.
Popper relata el caso del científico soviético Andréi Sájarov, quien se sentía avergonzado por haber puesto en manos del líder soviético marxista Iósif Stalin la bomba de hidrógeno. Afirma que todo esto sucedía porque "estaba cegado" por aquella ideología marxista y porque, por lo tanto, creía en la misión humanista que realizaba Stalin.